# Fåfängan, Stockholm
Fåfängan, Stockholm är en oljemålning från 1891 av den svenske landskapsmålaren Karl Nordström. Målningen tillhör Göteborgs konstmuseum sedan 1927. 
Målningen visar berget Fåfängan på östra Södermalm i Stockholm. Platsen är en utsiktsplats med restaurang som med sin trädinramning av tuktade lindar är ett landmärke i Stockholms stadslandskap. Nordström blåtonande skymningsmåleri var på modet på 1890-talet och bland annat Eugène Jansson utförde flera målningar i samma stil. 